# Smithsonidrilus peruanus
Smithsonidrilus peruanus är en ringmaskart som först beskrevs av Finogenova 1986.  Smithsonidrilus peruanus ingår i släktet Smithsonidrilus och familjen glattmaskar. Inga underarter finns listade i Catalogue of Life.